# Nemeshany
Nemeshany község Veszprém vármegyében, a Sümegi járásban. A település eredetileg Szent István magyar király korától az 1950-es megyerendezésig Zala vármegyéhez tartozott.

## Fekvése
Devecsertől 7, Sümegtől 15 kilométerre található, a két várost – illetve a 8-as és a 84-es főutakat – összekötő 7324-es út mentén. Környező települései közül csak innen érhető el közúton – az előbbi útból a község nyugati szélén, északnyugat felé kiágazó 73 153-as úton letérve – a zsákfalunak számító Bodorfa.
A legközelebbi települések: Bodorfa, Káptalanfa, Gyepükaján, Csabrendek, Devecser és Sárosfőpuszta.

## Nevének eredete
A Hany helységnév a magyar régi hany (mocsár, láp, ingovány) főnévből keletkezett. A Nemes előtag kisnemesi lakosokra utal.

## Története
A nevét 1230-ban már említik. Egy részét akkor már nemesek birtokolták, másik része várföld volt. Két község török idők alatti-utáni összeolvadásból alakult ki a falu. A török megszállás alatt majdnem teljesen elnéptelenedett. A visszatérő nemesek újjáépítették és felvirágoztatták a községet. A törökök kiűzése után egészen a jobbágyfelszabadításig nemesek lakták. A nemesi rangot a csehek elleni harcban kapták a falu lakói.

## Közélete

### Polgármesterei
- 1990–1994: Imre Sándor (FKgP nemeshanyi csoportja)[3]
- 1994–1998: Imre Sándor (független)[4]
- 1998–2002: Imre Sándor (független)[5]
- 2002–2006: Imre Sándor (független)[6]
- 2006–2010: Kiss Attila (független)[7]
- 2010–2014: Kiss Attila (független)[8]
- 2014–2019: Kiss József Attila (független)[9]
- 2019–2024: Vesztróczi Attila (független)[10]
- 2024– : Vesztróczi Attila (független)[1]

## Népesség
A település népességének változása:
| Lakosok száma | 409  | 399  | 395  | 349  | 344  | 331  | 336  |
|               | 2013 | 2014 | 2015 | 2021 | 2022 | 2023 | 2024 |

A 2011-es népszámlálás során a lakosok 80,5%-a magyarnak, 0,8% románnak, 0,5% cigánynak mondta magát (19,5% nem nyilatkozott; a kettős identitások miatt a végösszeg nagyobb lehet 100%-nál). A vallási megoszlás a következő volt: római katolikus 59%, református 3,1%, evangélikus 5,9%, görögkatolikus 0,3%, felekezeten kívüli 4,6% (26,9% nem nyilatkozott).
2022-ben a lakosság 89%-a vallotta magát magyarnak, 0,6% cigánynak, 0,3% románnak, 0,3% németnek, 1,5% egyéb, nem hazai nemzetiségűnek (11% nem nyilatkozott; a kettős identitások miatt a végösszeg nagyobb lehet 100%-nál). Vallásuk szerint 47,7% volt római katolikus, 5,8% evangélikus, 2% református, 10,2% felekezeten kívüli (31,1% nem válaszolt).

## Nevezetességei
- Csizmadia malom
- Első világháborús emlékmű
- Evangélikus templom
- Koplalói csárda
- Kőhíd (a 18. században épült)
- Közbirtokossági malom
- Sárosfői-halastavak (természetvédelmi terület)
- Szűz Mária neve római katolikus templom (épült 1797-ben)